# 特威克納姆橋
特威克納姆橋（Twickenham Bridge）是英國英格蘭倫敦西南部泰晤士河上的一座橋樑，修建於1933年。現在特威克納姆橋是A316公路的組成部分之一。特威克納姆橋的設計者是Maxwell Ayrton，總工程師是Alfred Dryland，橋樑結構是拱橋。